# Lijst van christendemocratische partijen
Lijst van christendemocratische partijen
- Aruba - AVP/CDA (Arubaanse Volks Partij - Partido di Pueblo Arubano - Aruba's People Party / Cristian Democrata Arubano)
- Albanië - Christendemocratische Partij
- Australië - Christian Democratic Party Australia
- België - 
  - Christen-Democratisch en Vlaams
  - Centre démocrate humaniste
  - Christlich Soziale Partei
  - Chrétiens démocrates fédéraux
  - Christene Volkspartij (opgeheven)
  - Katholieke Partij (opgeheven)
- Bulgarije - Bulgaarse Agrarische Nationale Unie
- Chili - Christendemocratische Partij van Chili
- Duitsland - 
  - Christlich Demokratische Union
  - Christlich-Soziale Union (Beieren)
  - Christlich-Demokratische Union (DDR) (opgeheven)
- El Salvador
  - Christendemocratische Partij
- Frankrijk
  - Parti Chrétien-Démocrate
  - Union pour un Mouvement Populaire
  - Mouvement Républicain Populaire (opgeheven)
- Guatemala
  - Guatemalteekse Christendemocratie
  - Guatemalteeks Republikeins Front
- Honduras
  - Christendemocratische Partij van Honduras
- Italië -
  - Unie van Christen- en Centrum-Democraten
  - Democrazia Cristiana (opgeheven)
  - Partito Popolare Italiano (opgeheven)
- Luxemburg - Chrëschtlech Sozial Vollekspartei
- Nederland - 
  - Christen-Democratisch Appèl
  - Anti-Revolutionaire Partij (opgeheven)
  - Christelijk Democratische Unie (opgeheven)
  - Christelijk-Historische Unie (opgeheven)
  - Katholieke Volkspartij (opgeheven)
  - Rooms-Katholieke Volkspartij (opgeheven)
- Nieuw-Zeeland - Christian Democratic Party
- Noorwegen - Christelijke Volkspartij van Noorwegen
- Oostenrijk - Österreichische Volkspartei
- Panama - Christendemocratische Partij van Panama
- Roemenië - Nationale Boeren- en Christendemocratische Partij
- San Marino - Christendemocratische Partij van San Marino
- Servië - Democratische en Christelijke Partij van Servië
- Slovenië - SKD Slovenska Krscanska Demokracija = Sloveens Christelijke Democratie
- Venezuela - COPEI-Sociaal-Christelijke Partij van Venezuela
- Suriname - Christendemocratische Partij van Suriname
- Zuid-Afrika - 
  - Afrikaanse Christen Democratische Partij
  - Christen Democratische Partij
- Zweden - Kristdemokraterna
- Zwitserland - Christen Democratische Volkspartij van Zwitserland